# Azoréductase
L'azoréductase est une enzyme de la famille des oxydoréductases admise sous le code E.C 1.7.1.6 par l'Enzyme Commission E.C.

## Nom systématique
Le nom systématique de l'azoréductase est N,N-dimethyl-1,4-phenylenediamine, aniline:NADP+ oxydoreductase.

## Étude et Utilisation
L'azoréductase est une enzyme qui est largement étudiée car elle pourrait être intéressante afin de procéder au traitement biologique des eaux polluées par certains colorants (notamment les colorants de l'industrie du textile).
En effet, certains colorants sont appelés colorants azoïques dus à la présence d'une liaison azoïque (R-N=N-R') dans la molécule de colorant (par exemple l'hélianthine).

## Réaction
L'azoréductase catalyse la réaction suivante :
{\displaystyle {\ce {N,N-dimethyl-1,4-phenylenediamine.Aniline.NADP+ <=> 4-(dimethylamino)azobenzene.NADPH.H+}}}
D'autres réactifs peuvent être utilisés à la place du N,N-dimethyl-1,4-phenylenediamine tels que le rouge de méthyle.

## Présence chez les micro-organismes
Selon de plus ou moins récentes études, certains micro-organismes posséderaient cette enzyme (par exemple Saccharomyces Cerevisiae).